# 徐仲佳
徐仲佳（1560年—？年），號韋承，江西撫州府臨川縣人，明朝政治人物。

## 生平
庚申十月十二日生，治《詩經》，萬曆十年（1582年）壬午科江西鄉試舉人。萬曆二十年壬辰科第二甲第五十四名進士。兵部觀政，二十二年授刑部主事，二十三年江南恤刑，二十五年升员外郎，二十六年升郎中，升四川佥事，二十九年仕至四川右參政、松潘兵备，三十二年考察降。

## 家族
曾祖徐從矩；祖徐繼元，廪生；父徐道明，舉人、知縣。